# لويز جولي دي ميللي-نيسل
لويز جولي دي ميللي-نيسل (1710 - 1751) كانت الأكبر بين أخوات دي نيسل الخمس المشهورات، أصبحت أربع منهن عشيقة الملك لويس الخامس عشر ملك فرنسا. كانت عشيقته من 1732 حتى 1742.